# Parc de Holyrood

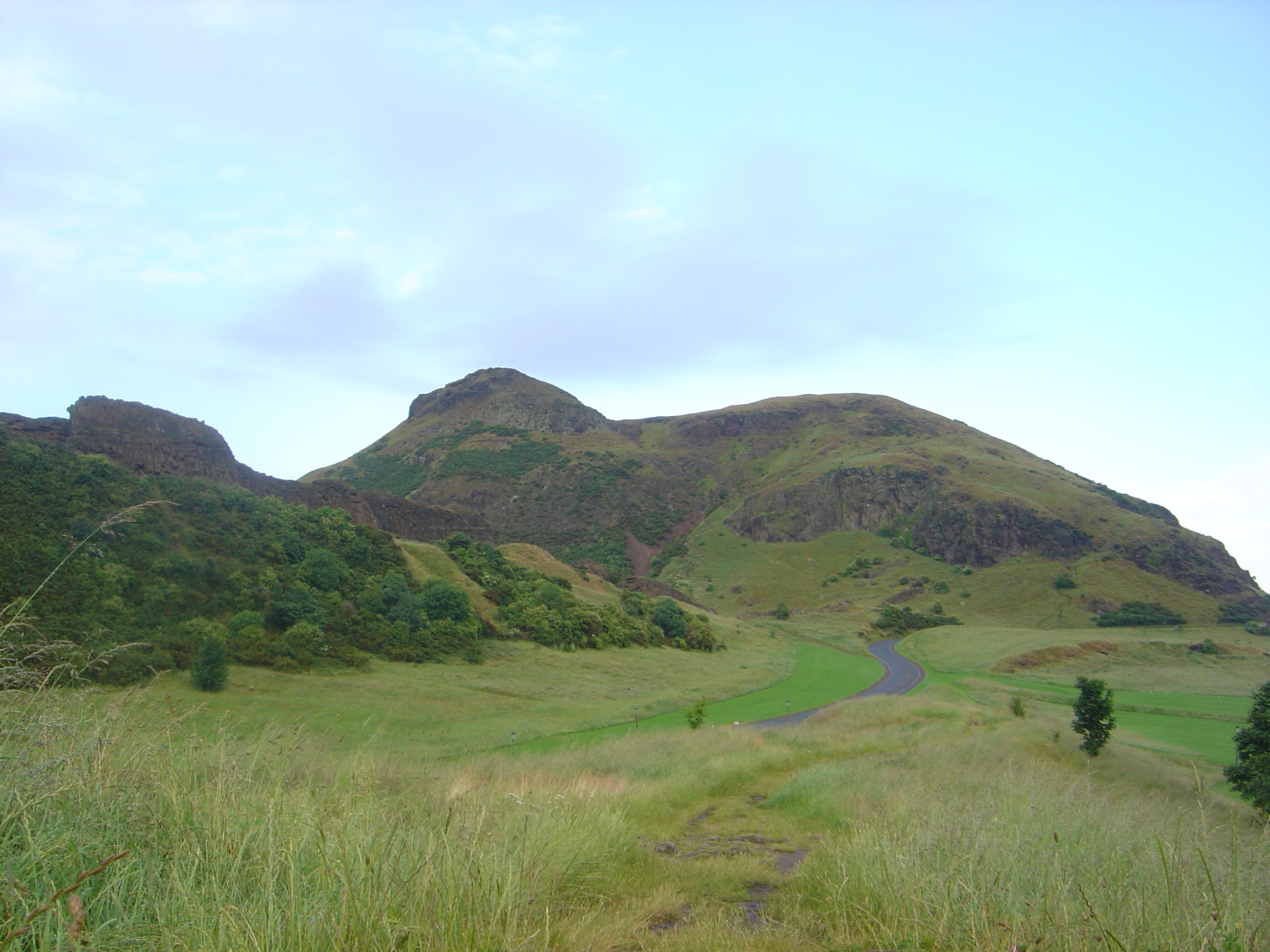
Holyrood Park. La prominència major és Arthur's Seat i a l'esquerra s'observen les penyes de Salisbury Crags.

Holyrood Park (en català Parc de Holyrood), també anomenat Queen's Park o King's Park (Parc de la reina o Parc del rei, segons el gènere del monarca en el tron), és un parc real al centre d'Edimburg, Escòcia, un quilòmetre i mig a l'est del Castell d'Edimburg.
Està format per un conjunt de pujols, lochs (llacs), carrerades, cingles de basalt i mates d'Ulex, que representa una mostra notable del paisatge natural de les Terres Altes en les seves 260 hectàrees. El parc està associat amb el Palau de Holyroodhouse i anteriorment va ser una finca de caça real d'ençà el segle xii. Aquest parc va ser creat l'any 1541 quan Jaume V va barrar el terreny «circulit about Arthurs Sett, craggis Salisborie and Duddingston» amb un mur de pedra. El Parc de Holyrood és en l'actualitat accessible al públic.
Arthur's Seat, el punt més alt d'Edimburg, està al centre del parc, i les penyes de Salisbury Crags a l'oest. Hi ha tres llacs: loch de St Margaret, loch Dunsapie i loch Duddingston. Les ruïnes de la capella de Sant Antoni (St Anthony's Chapel) destaquen per sobre de la superfície del loch de St. Margaret. Queen's Drive és la carretera principal a través del parc. Està tancada parcialment als vehicles a motor els diumenges. Tant el pou deSt Margaret's Well com el de St Anthony's Well són tots dos deus naturals dins del parc.
El parc de Holyrood està situat al sud-est de la Ciutat Vella d'Edimburg, en la vora del centre de la ciutat. Abbeyhill està al nord del parc i la població de Duddingston a l'est. La residència d'estudiants Pollock Halls de la Universitat d'Edimburg està al sud-oest, i Dumbiedykes es troba a l'oest.

## Accidents geogràfics

### Arthur's Seat
Arthur's Seat (‘El seient d'Artur’) és el punt culminant d'un grup de pujols que constitueixen la major part del Holyrood Park. Els pujols s'eleven sobre la ciutat fins a una altura màxima de 251 m (la d'Arthur's Seat), i proporciona una vista panoràmica de la ciutat. A més és molt senzill d'ascendir, la qual cosa ho converteix en un passeig molt popular. Encara que es pot ascendir des de gairebé qualsevol lloc, la forma més senzilla és des de l'est, amb suaus costes cobertes d'herba sobre el loch Dunsapie.

### Salisbury Crags

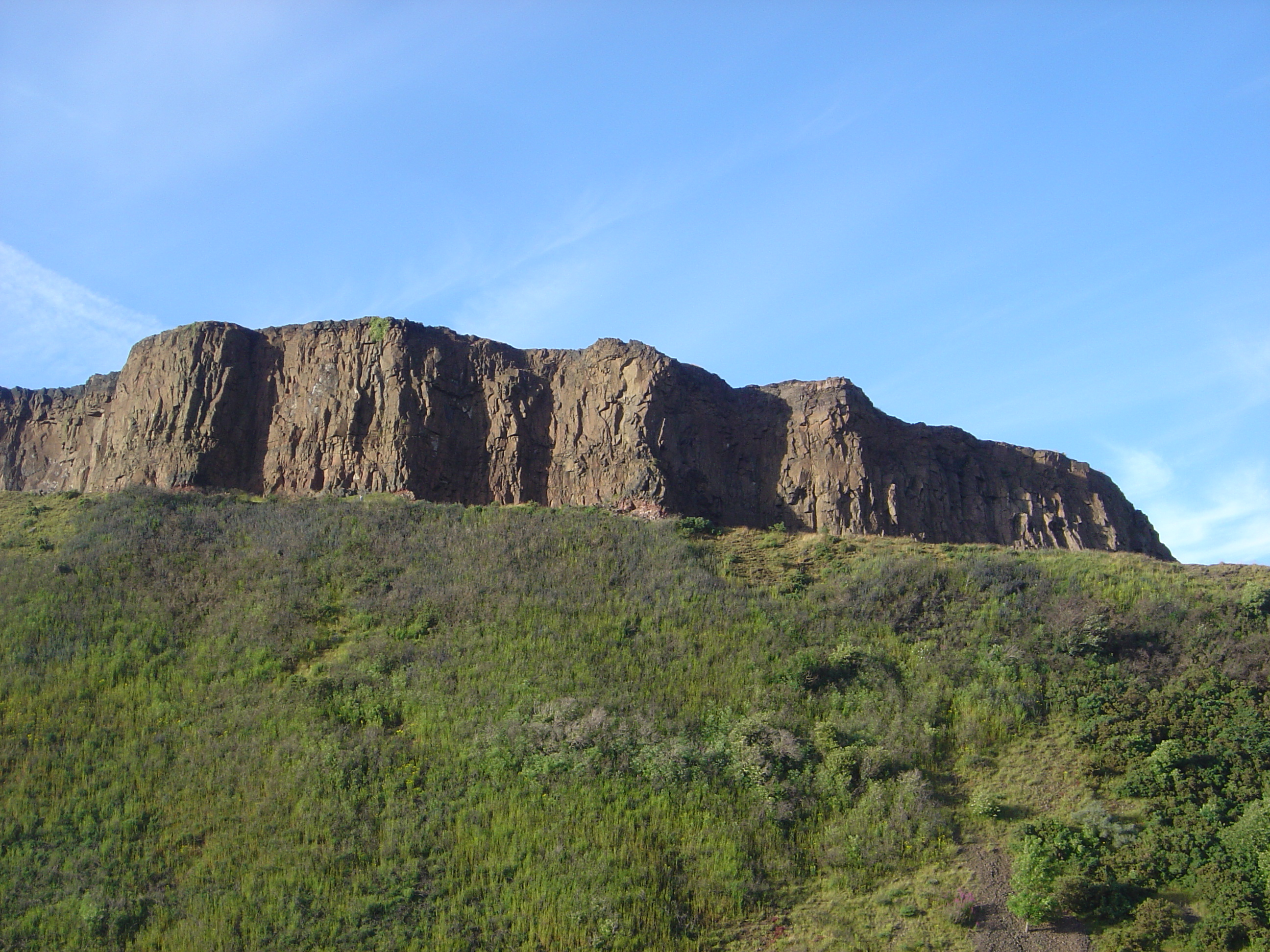
Els Salisbury Crags, vists des de la Pollock Halls, Universitat d'Edimburg.

Salisbury Crags (en català, 'Penyes de Salisbury') són una sèrie de cingles de 46 metres en la part superior d'un branc d'Arthur's Seat que s'eleven enmig del Holyrood Park. Entre els peus dels cingles i els grans talussos que arriben fins a la part baixa del Parc de Holyrood hi ha una carretera de forta pendent, coneguda com a Radical Road, que discorre a l'espai entre tots dos. Aquesta pista rep aquest nom, ja que va ser pavimentada després de la Guerra Radical de 1820, amb el treball dels teixidors aturats de l'oest d'Escòcia, seguint un suggeriment de Walter Scott.
Sobre la base del nom, Arnot deriva l'apel·latiu del primer comte de Salisbury, qui va acompanyar a Eduard III en una de les seves invasions d'Escòcia. El punt de vista de Grant d'això és que era «una història descartada» [an idlei story] i citava a Lord Hailes i la seva derivació del significat anglosaxó «erm o sec estatge» [waste or dry habitation].
Els cingles de Salisbury Crags van ser de gran importància en el desenvolupament de la geologia moderna. El científic James Hutton, que va viure al peu d'ells en la segona meitat del segle xviii, va descobrir allí una discordança, que, al costat d'altres descobriments i estudis, li van conduir a establir una teoria de l'edat de la Terra que canviava el punt de vista bíblic, predominant fins al moment, per un càlcul basat en processos geològics que discorrien durant milions d'anys.
Aquests cingles estan formats per escarpades diabases i basalt columnar i tenen una llarga història d'escalada en roca en les seves cares des dels primers dies d'aquest esport.

### Loch de St Margaret

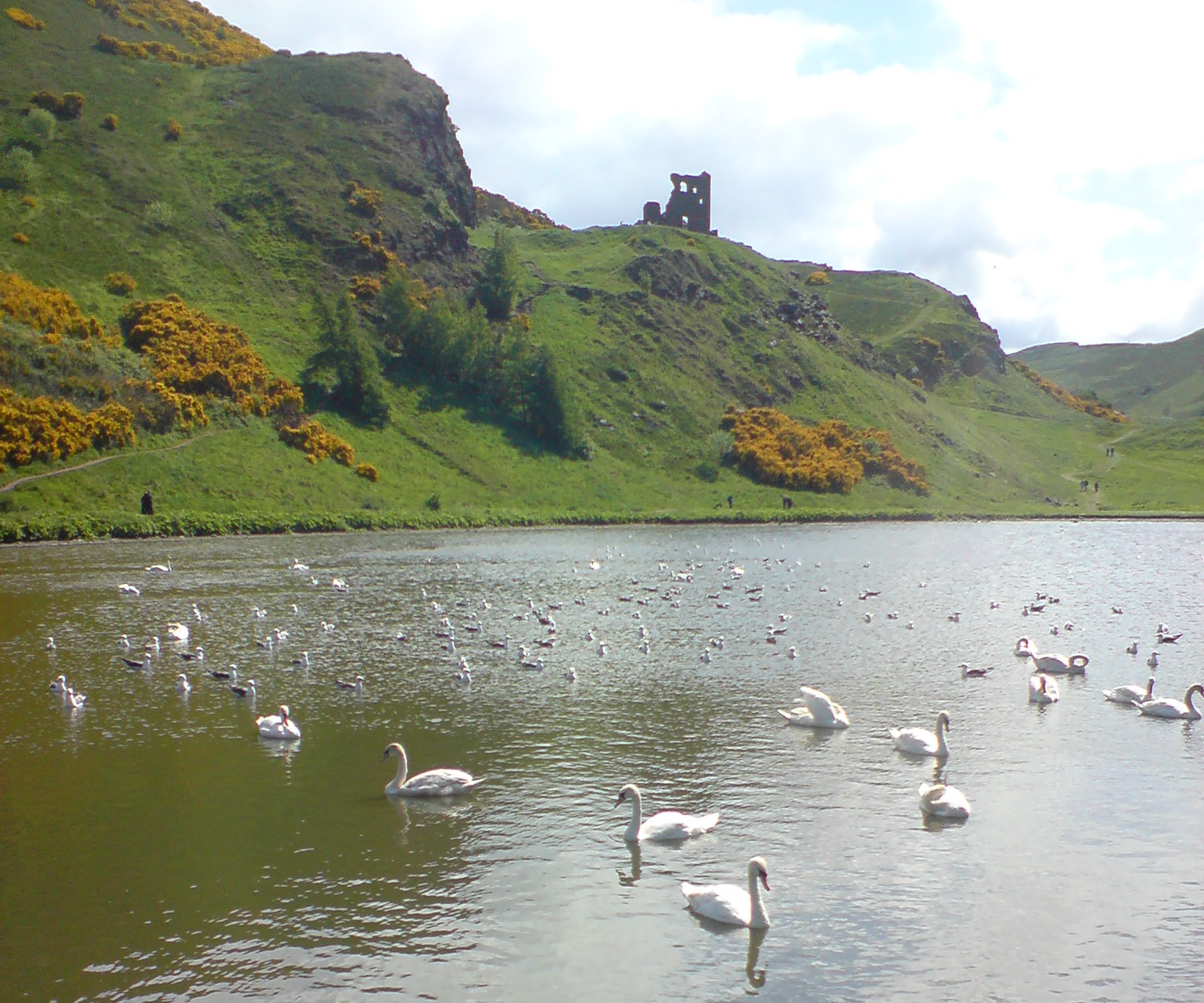
Vista del sud del loch de St Margaret, al fons la capella de Sant Antoni ('St Anthony's Chapel'.)

El St Margaret's Loch és un llac artificial poc profund al sud de Queen's Drive. Es troba a uns 500 m a l'est del Palau de Holyrood, i a uns 100 m al nord de la capella de St Anthony Chapel. Una vegada fou una zona pantanosa, concretament un aiguamoll, el loch va ser construït com a part d'un pla de millora per a l'àrea circumdant del palau establert pel príncep Albert. El llac va ser utilitzat per navegar-ho en barques d'esbarjo, però ara és la llar d'una gran població d'ànecs, oques i cignes.

### Samson's Ribs
Samson's Ribs, literalment ‘les costelles de Samsó', són una formació de columnes basàltiques que es troben dins del parc.

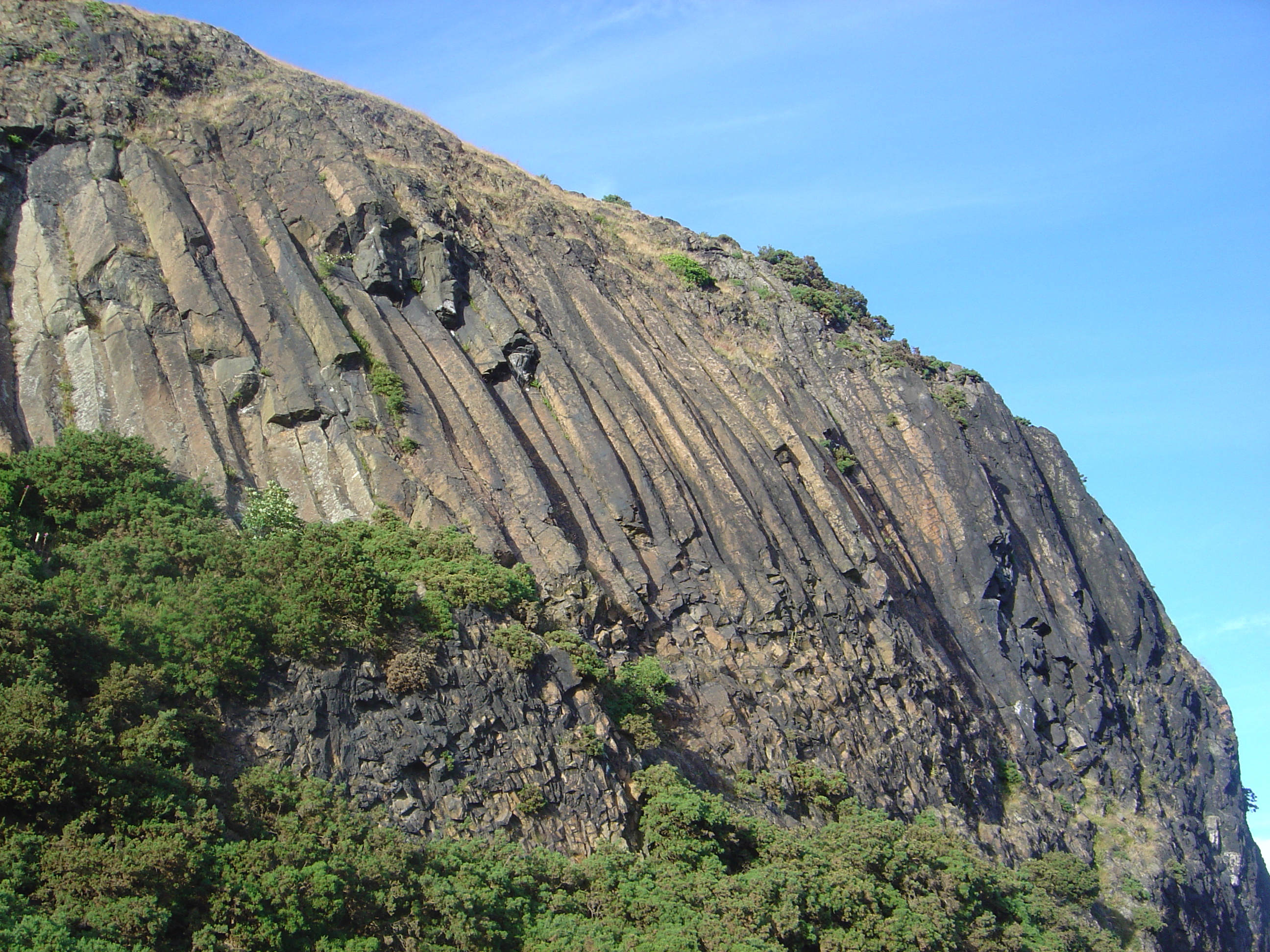
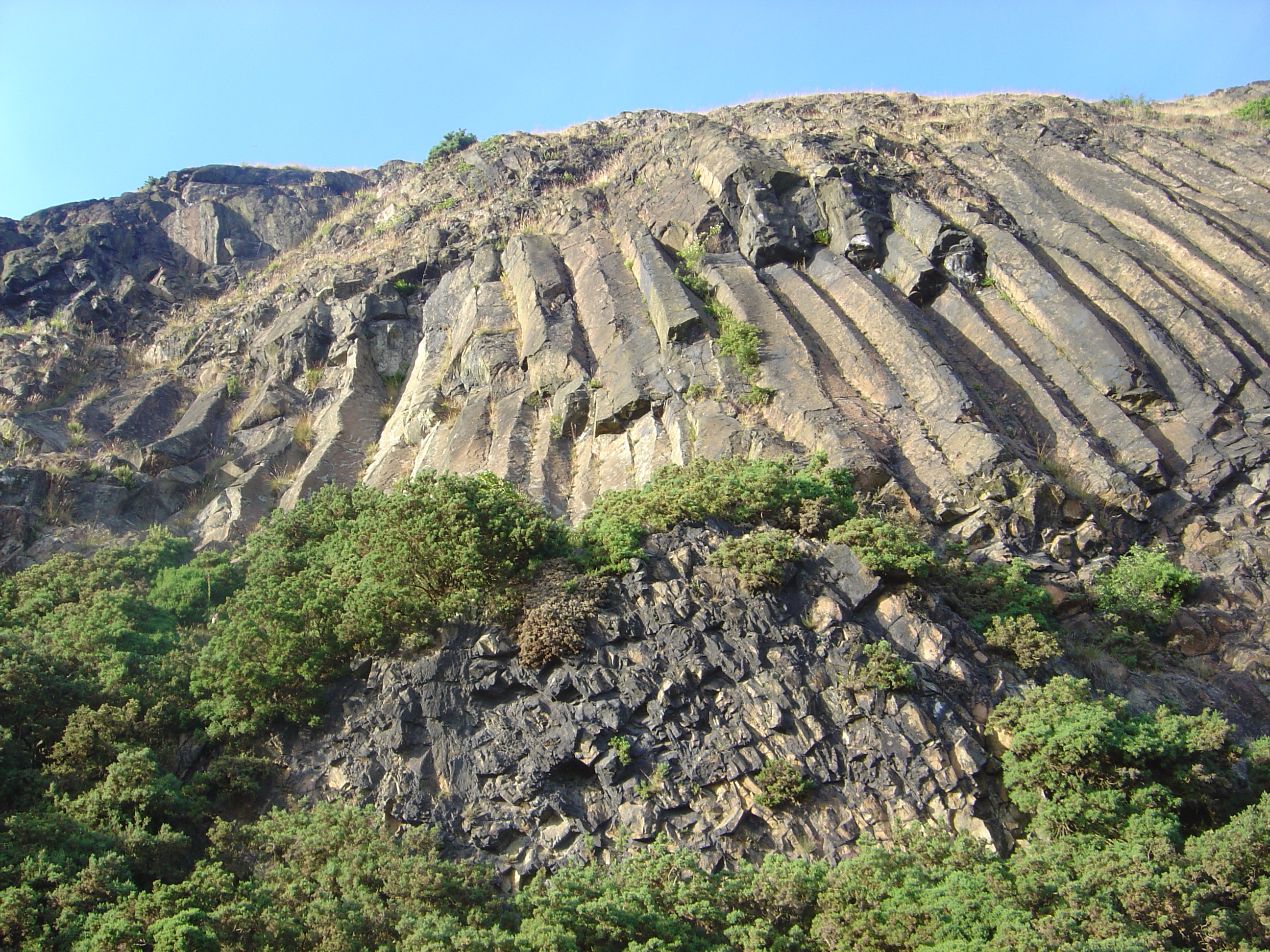
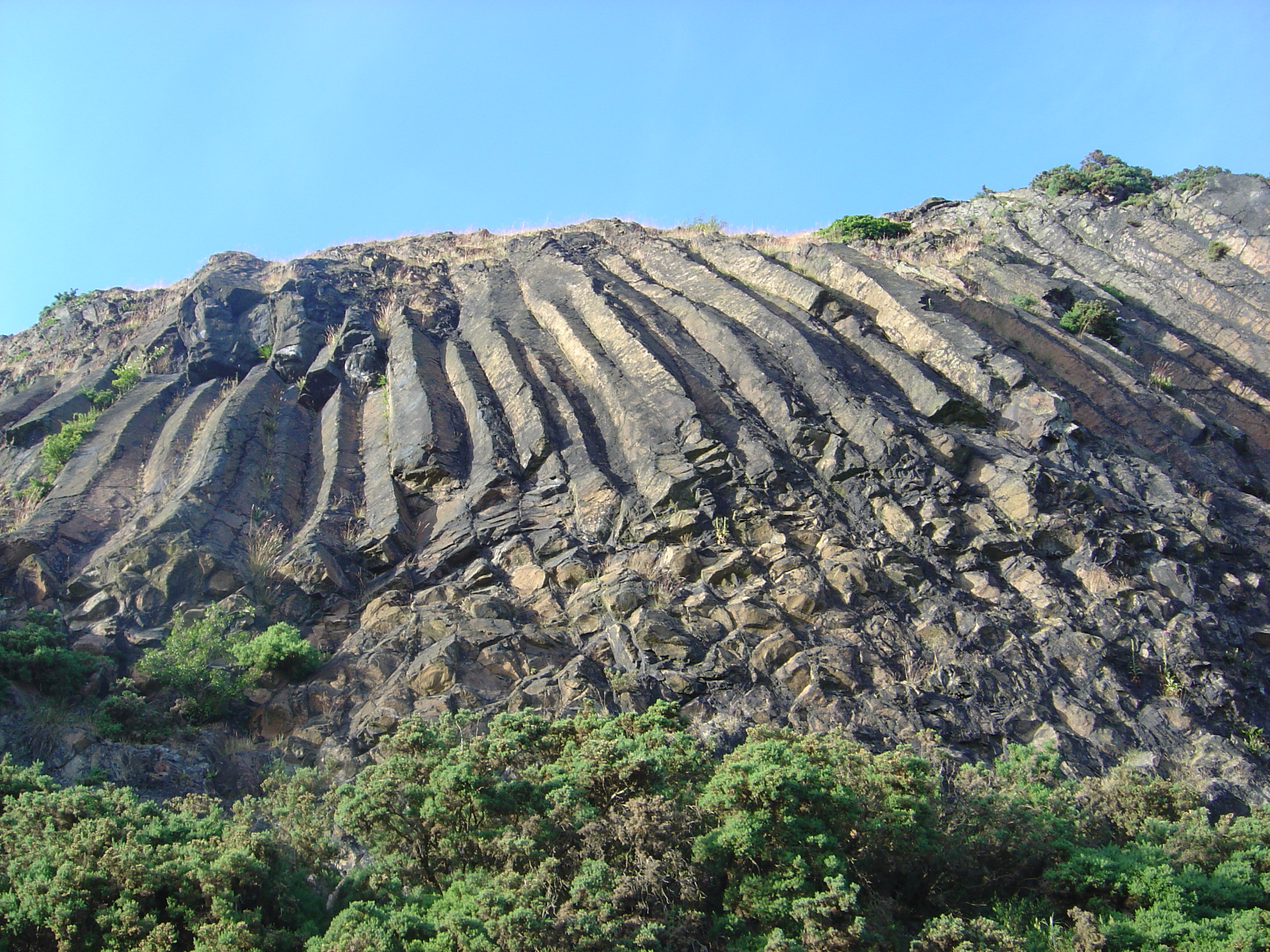
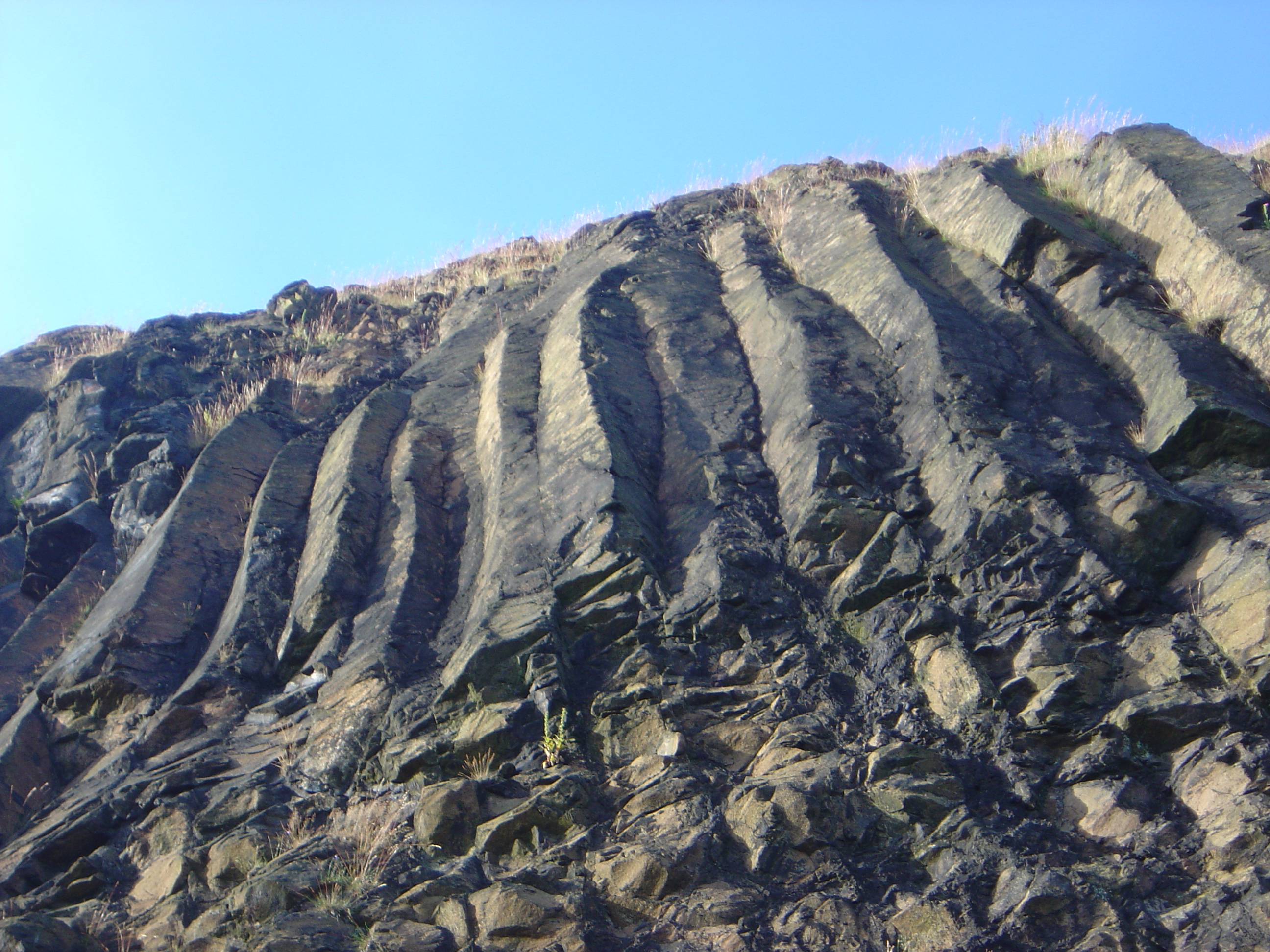

### Altres elements geogràfics
Altres elements o accidents geogràfics inclouen: Haggis Knowe, el pujol Whinny (Whinny Hill) i el llac del caçador (Hunter's Bog), aquest últim drena en el loch de St Margaret.

## Patrimoni cultural

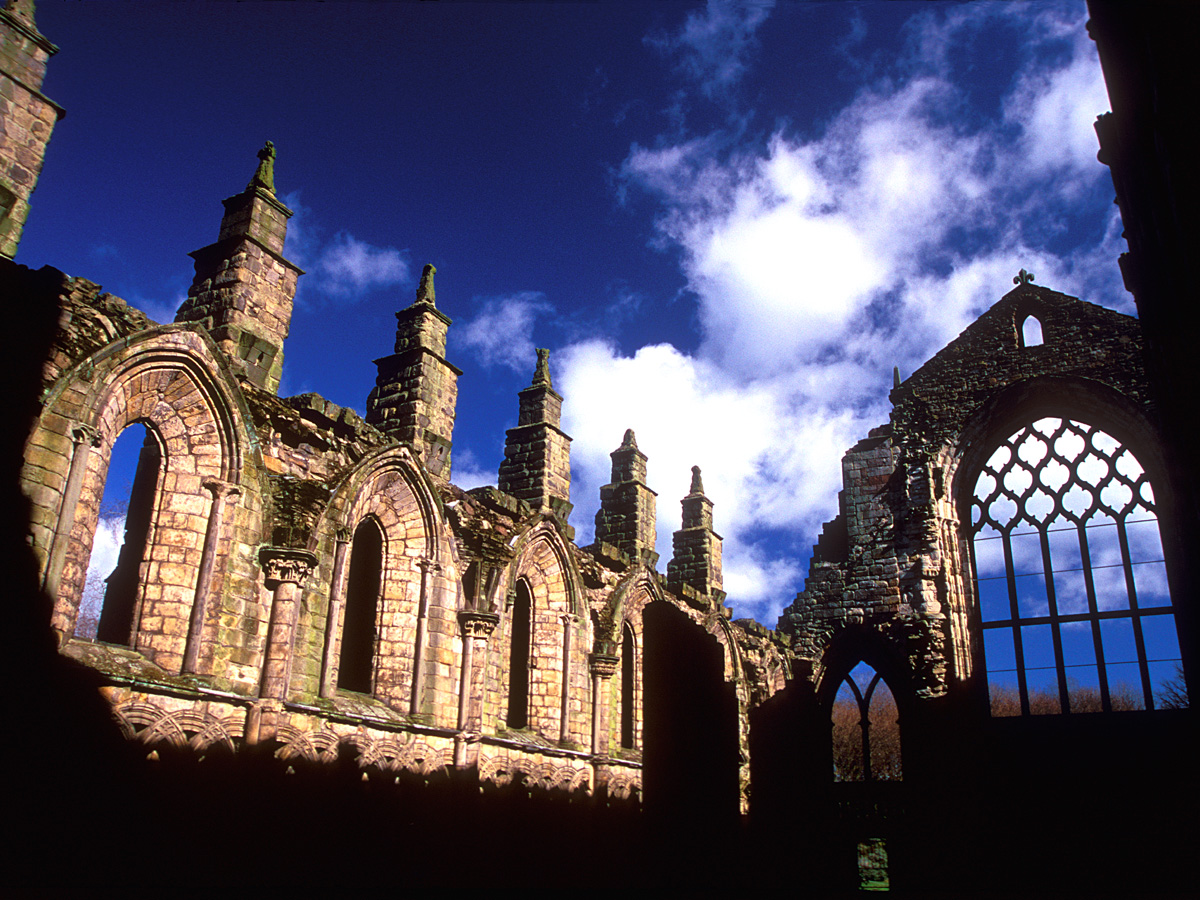
L'abadia de Holyrood

Hi ha vestigis de castros prehistòrics dins del parc, de forma visible en el monticle rocós sobre el loch Dunsapie. les restes de bancals poden observar-se en els vessants orientals d'Arthur's Seat.

### Abadia de Holyrood
L'Abadia de Holyrood és una abadia agustina que es troba en ruïnes a Edimburg, Escòcia. Aquesta abadia (que es localitza en els terrenys del Palau de Holyrood al que precedeix en antiguitat) va ser construïda l'any 1128 per ordre del rei David I d'Escòcia.
Des del segle xv, l'abadia d'Holyrood fou el lloc de moltes coronacions reals i cerimonial matrimonials; però també va patir nombrosos atacs. Durant la guerra anglo-escocesa per Enric VIII d'Anglaterra, Edward Seymour i Earl de Hertford van saquejar l'abadia l'any 1544, després com Protector de Somerset, va realitzar un assalt causant gran dany als edificis. El rei Jaume II va establir un Col·legi de jesuïtes a Holyrood i va fer convertir-se a l'abadia al maig de 1688 en una capella catòlica per a la orde del Card, sent la congregació protestant mudada al nou Canongate Kirk. Després, al novembre de 1688, quan Guillem III va dur a terme la «Revolució Gloriosa», el poble d'Edimburg va entrar a saquejar l'església i la cripta real. L'any 1691, la Canongate Kirk va reemplaçar a l'abadia com a església parroquial local. El treball de restauració va incloure el sostre de l'abadia que va ser reconstruït en 1758, però el sostre va col·lapsar amb un huracà a 1768, quedant fins avui dia en ruïnes.

### Palau de Holyrood

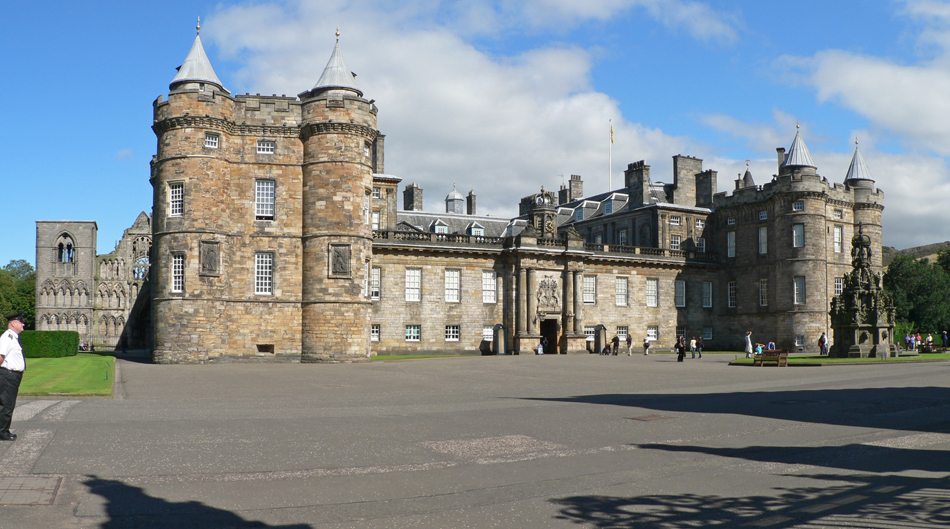
Palau de Holyrood.

El Palau de Holyroodhouse, o informalment Holyrood Palace, fundat com a monestir per David I l'any 1128, ha servit com a principal residència dels reis i reines d'Escòcia des del segle xv. El palau s'aixeca a Edimburg al final de la Royal Mile (‘Milla Real'). El Palau de Holyroodhouse és la residència oficial de la reina Isabel II a Escòcia, on passa, habitualment, una temporada a principis d'estiu.
Holyrood és la paraula anglicanizada de les escoceses Haly Ruid (‘Creu Sagrada’). El palau està ple de passadissos secrets, túnels i soterranis.
El palau real va començar com a allotjament de l'abadia, però va anar creixent i convertint-se en un autèntic palau. Jaume V va ser el primer constructor c. 1500, però el gruix de l'edifici actual data de finals del segle xvii, quan va ser remodelat en estil neoclàssic per sir William Bruce.

### Capella de Sant Antoni

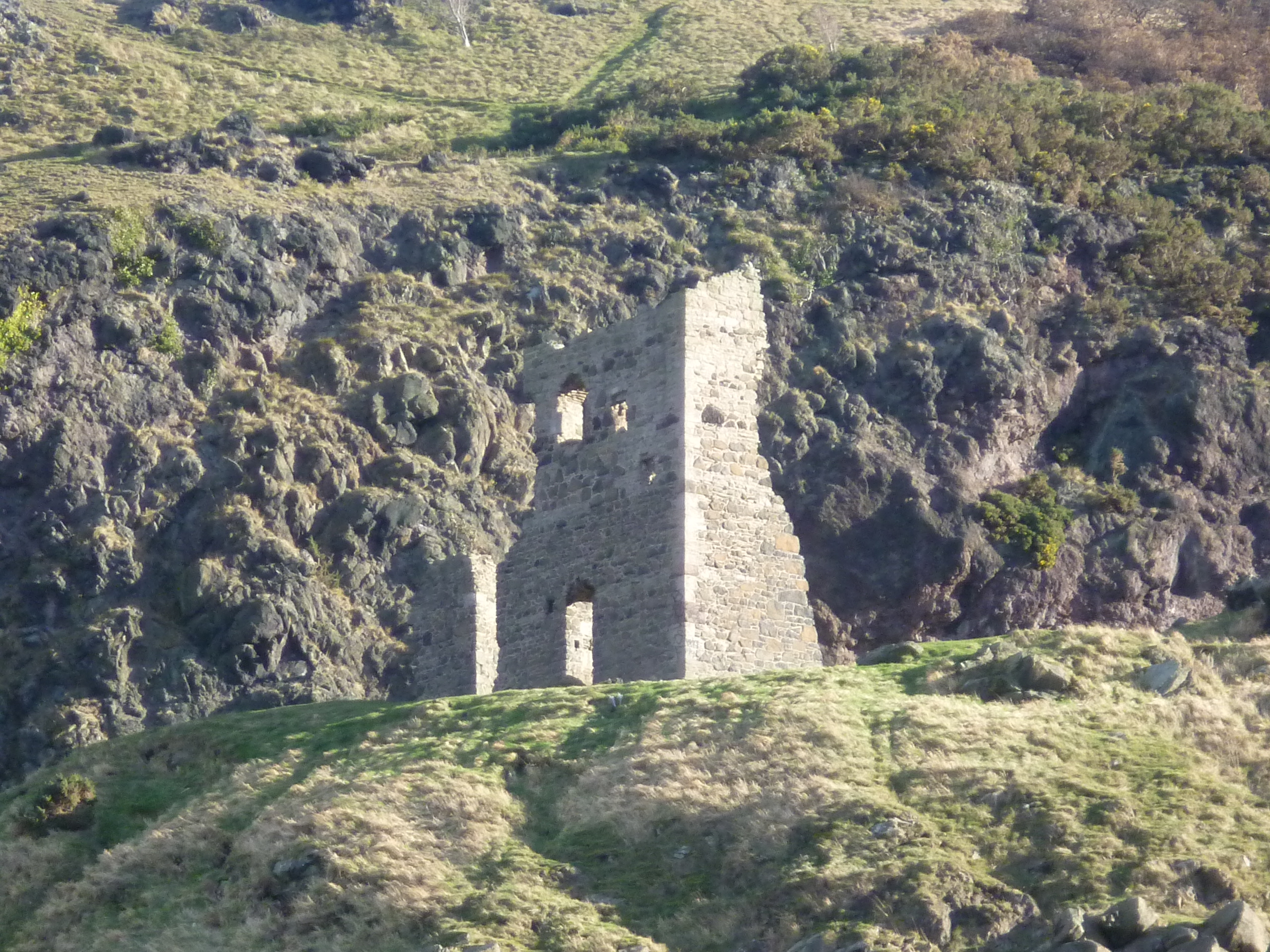
St. Anthony's Chapel.

La capella de Sant Antoni (en anglès St Anthony's Chapel) va ser construïda, probablement, en la primera meitat del segle xv, però podria ser anterior. Els seus orígens no estan clars, però sembla lògica la seva relació amb la propera abadia. Era possiblement de planta rectangular, de al voltant de 13 per 5,5 metres, amb murs gruixuts de més de 90 centímetres (3 peus) de pedra local. Actualment la capella es troba en ruïnes, només romanen el mur nord i fragments de l'occidental, al costat de part d'un edifici annex.

### Cairn de Muschat

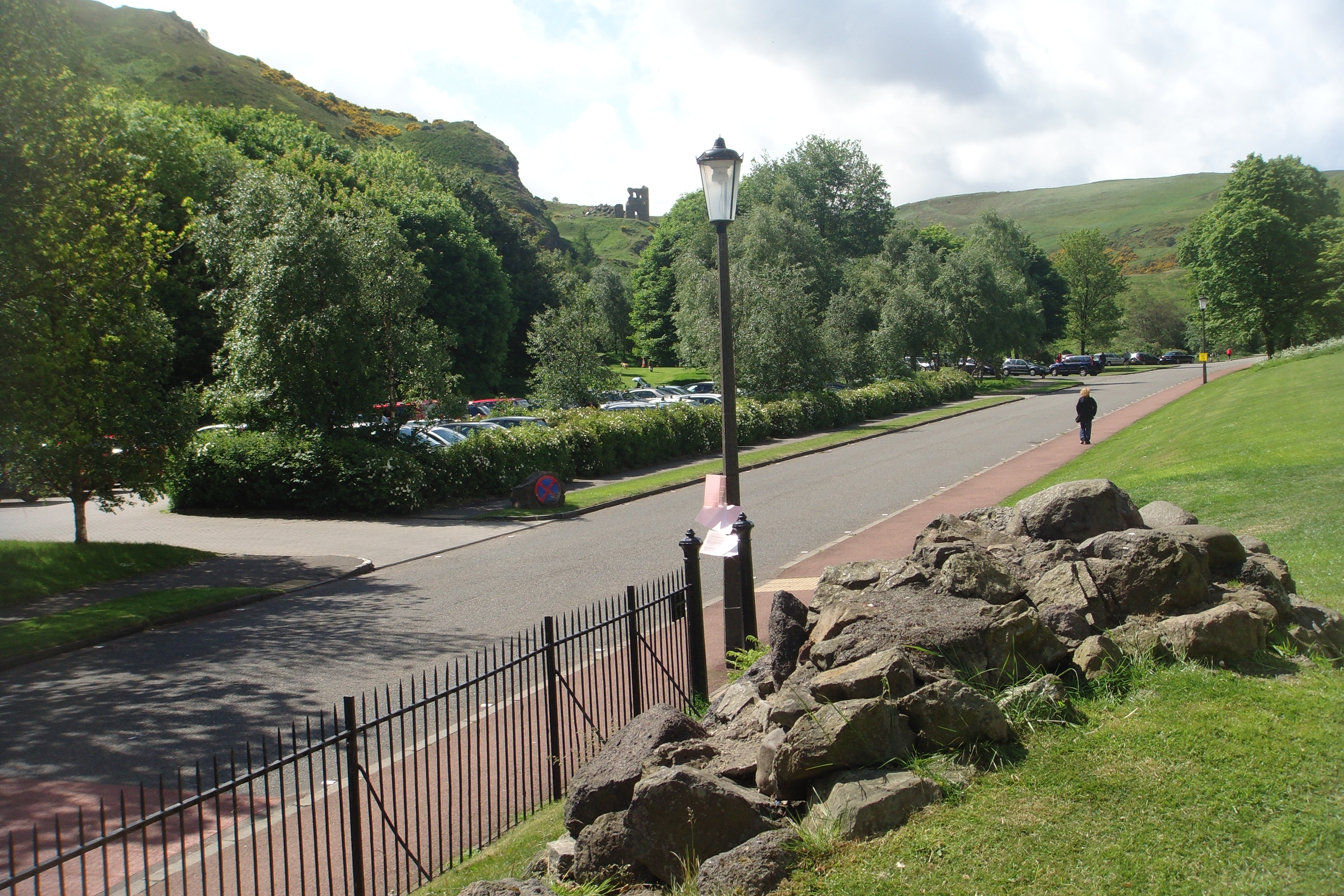
Cairn de Muschat.

Aquest cairn, monticle artificial de pedres, està situat al costat del Duke's Walk, en l'extrem oriental del parc (Meadowbank). Recorda un esdeveniment del 17 d'octubre de 1720 quan Nichol Muschat, un cirurgià, va arrossegar a la seva dona a un lloc proper i la va assassinar brutalment. Va ser capturat i penjat per aquest crim. En el seu defensa va expressar que simplement s'havia cansat d'ella.
El present cairn consisteix en roques cimentades entre si i va ser erigit en 1823 reemplaçant un cairn anterior que va ser retirat al voltant de 1789. El monument més antic va ser format durant molts anys per la tradició d'apilar pedres sobre el cairn «en senyal de repulsa popular i reprovació de l'acció» (in token of the people's abhorrence and reprobation of the deed). Estava situat a una distància, cap a l'oest de l'actual on ho va erigir sir Walter Scott, i a uns 200 metres (un furlong) de la capella de Sant Antoni. Scott esmenta el cairn diverses vegades en la novel·la, The Heart of Midlothian, situant la cita de Jeanie Dean amb el fora de la llei George Robertson en aquest punt. El lloc conegut com la «cabanya de Jeanie Deans» es pot visitar també al parc de Holyrood, en l'extrem sud de St. Leonards Bank.